# Honning Måne
Honning Måne er en dansk film fra 1978, skrevet og instrueret af Bille August. Filmen modtog tre Bodil-statuetter, bl.a. for bedste film.
Skuespilleren Kirsten Olesen fik sin debut med filmen og vandt Bodilprisen for bedste kvindelige hovedrolle.

## Medvirkende
- Kirsten Olesen – Kirsten
- Claus Strandberg – Jens
- Poul Bundgaard
- Grethe Holmer
- Jens Okking
- Peter Schrøder
- Ulla Asbjørn Andersen
- Jørgen Kiil